# Dragon Hero
Dragon Hero (engl. Dragon Fist, alternativ In Eagle Dragon Fist) ist ein 1978 in Hongkong produzierter Martial-Arts-Film mit Jackie Chan. 

## Handlung
Tang How Yuen ist ein Schüler der Drachenfaust-Sekte. Als sein Meister getötet wird, macht er sich auf, diesen zu rächen. Als er jedoch den Mörder findet, hat sich dieser bereits aus Reue und weil seine Frau aus Scham vor seiner Tat Selbstmord begangen hat, selbst ein Bein abgeschnitten. Tang verschont ihn daraufhin und freundet sich mit ihm an. Als dann der Kriegsherr Wei die Frau seines alten Meisters vergiftet, sucht sich Tang neue Verbündete und kämpft gegen Wei. Am Ende kann er ihn besiegen.

## Kritik
„Früher und daher wenig komischer Jackie-Chan-Film, dessen Regisseur auch die ersten Erfolgsfilme von Bruce Lee realisierte. Der Film zählt zu einer Reihe eher mißglückter Versuche, Chan zum Nachfolger Lees aufzubauen.“

## Dies und Das
- Der Film versucht eine Brücke zu schlagen zwischen Kung-Fu-Komödie und Rachefilm, was aber vom Publikum nicht honoriert wurde. Der Film floppte an den Kinokassen, Kritiker hingegen zählen Dragon Hero zu den besseren Filmen Lo Weis.
- Während der Dreharbeiten an diesem Film ging Lo Wei dafür und für die Vollendung des vorher gedrehten Filmes Meister aller Klassen 2 das Geld aus. Beide Filme kamen daher verspätet und erst nach Die Schlange im Schatten des Adlers in die Kinos.